# Dave MacMillan
Dave MacMillan, né le 24 décembre 1886, à New York, dans l'État de New York et mort le 9 juillet 1963, à Minneapolis, au Minnesota, est un entraîneur américain de basket-ball et de baseball. Il est entraîneur de l'équipe de baseball des Vandals de l'Idaho de 1921 à 1927 et des Golden Gophers du Minnesota de 1942 à 1947.